# Ауди Q4 е-трон
 Тази статия е за модела автомобили.  За търговската марка вижте Ауди е-трон (марка).  
„Ауди Q4 е-трон“ (Audi Q4 e-tron) е модел електрически автомобили с повишена проходимост (сегмент J) на германската марка „Ауди“, произвеждан от 2021 година.
Като размери заема междинно положение между моделите „Ауди Q3“ и „Ауди Q5“. Базиран е на платформата за електрически автомобили на „Фолксваген Груп“ „MEB“, подобно на моделите компактни електрически кросоувъри „Фолксваген ID.4“ и „Шкода Ениак iV“, които се произвеждат заедно с него в завода на групата в Цвикау.